# Катерининська провінція
Катерининська провінція, частина Новоросійської губернії, що була утворена невдовзі після створення губернії 1764 року. До її складу увійшли Українська лінія і Слов'яносербія.
Провінціальний центр — фортеця Бельовська (Белівська, сучасний Берестин).
Вже 1765 року у провінцію входили Донецький пікінерний полк і Дніпровський пікінерний полк, державні слободи Нова Водолага і Мала Водолага, Українська лінія, складена з 21 однодвірчеської слободи.
1773 г. слободи Нові і Малі Водолаги були передані у склад Слобідсько-Української губернії.
У 1775 році на додачу до Української лінії і Дніпровського і Донецького пікінерних полків до провінції входили поміщіцькі села: Карлівка, Федорівка й Варварівка. Слов'яносербія відійшла до Азовської губернії. Нова і Мала Водолаги, що вже були у складі Слобідсько-Української губернії відійшли до складу Бахмутської провінції Азовської губернії разом з Торським повітом.
У 1776 році Катерининська провінція ввійшла до складу Азовської губернії.
У 1778-80 роках значно зменшена провінція називалася Натальїнський повіт. 1782 року Катериниська провінція перейменовується на Костянтинівський повіт, а з 1783 року на Костянтиноградський повіт.